# مبدأ الأفقية الأصلية

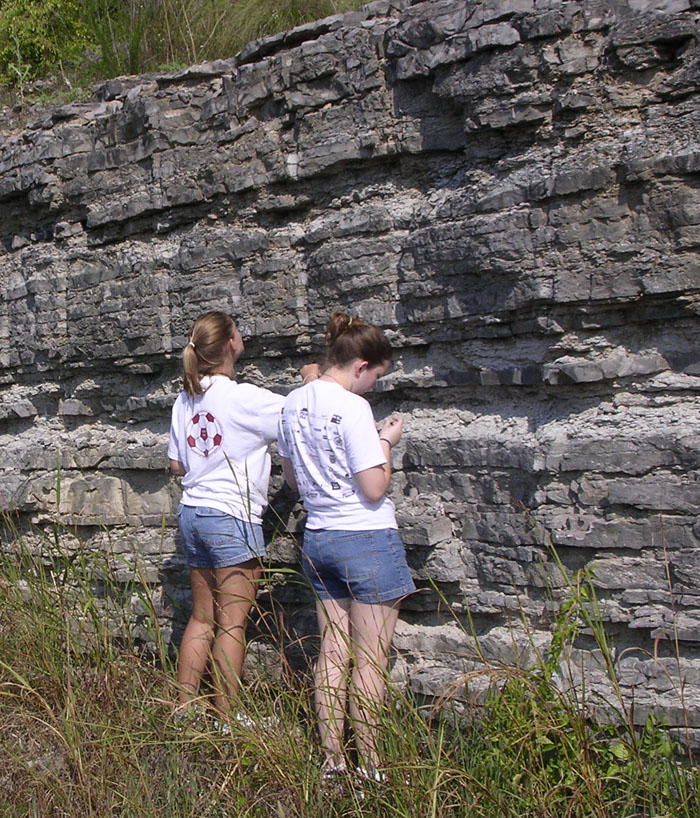
مقطع طبقات من صخور العصر الأردوفيسي في وسط ولاية تينيسي، بالولايات المتحدة. تكونت الرواسب التي تشكل هذه الصخور في أحد المحيطات وتوضعت في طبقات أفقية.

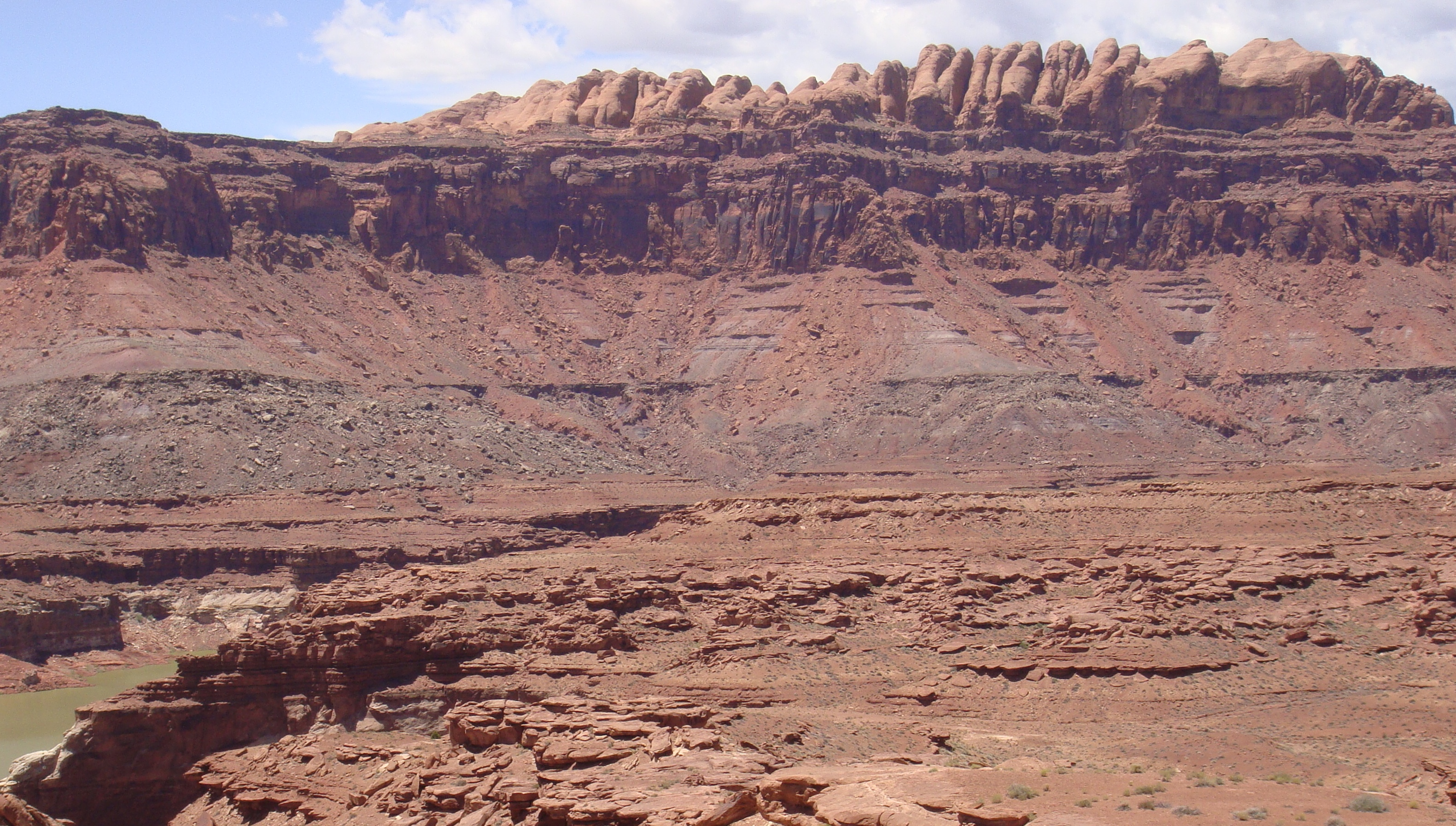
تعد طبقات العصر البرمي في العصر الجوراسي لمنطقة هضبة كولورادو بجنوب شرق ولاية يوتا خير مثال الأفقية الأصلية. تشكل هذه الطبقات جزءًا كبيرًا من التكوينات الصخرية الشهيرة البارزة في المناطق المحمية على نطاق واسع مثل حديقة كابيتول ريف الوطنية وحديقة كانيونلاندز الوطنية. من أعلى إلى أسفل: قباب حمراء مدورة من حجر نافاجو الرملي، وطبقات تشكلات كاينتا الحمراء، ثم حجر وينجات الرملي الأحمر المكون للأجراف والمتصل عموديًا، وتشكلات تشينل الأرجوانية المكونة للحواف، وطبقات تشكلات مونكوبي ذات اللون الأحمر الباهت، وطبقات الحجر الرملي من تشكلات كاتلر. صورة من منطقة الاستجمام الوطنية غلين كانيون، بولاية يوتا.

طرح مبدأ الأفقية الأصلية(بالإنجليزية:The Principle of Original Horizontality ) على يد رائد الجيولوجيا الدنماركي نيكولاس ستينو (1638-1686). وينص هذا المبدأ على أن الطبقات الرسوبية قد تموضعت أفقيًا في الأصل بفعل قوة الجاذبية. ويعد هذا المبدأ مهمًا في تحليل الطبقات المطوية والمائلة.
ومن هذه الملاحظات نتوصل إلى نتيجة أن الأرض لم تكن ساكنة وأن القوى العظمى كانت تعمل على مدى فترات زمنية طويلة، مما يؤدي إلى مزيد من الاستنتاجات لعلم تكتونيات الصفائح؛ وأن الحركة وتصادم صفائح القشرة الأرضية الضخمة هي السبب خلف تكون الطيات.
وبوصفه قانونًا من قوانين ستينو، فقد أدى مبدأ الأفقية الأصلية دورًا محوريًا في الأيام الأولى لنشئة العلوم الجيولوجية. ومع ذلك، فمن المعروف الآن أنه ليس جميع الصخور الروسبية قد ترسبت أفقيًا بشكل محض.
فرواسب الحبيبات الخشنة مثل الرمل، على سبيل المثال، قد تتموضع بزوايا تصل إلى 15 درجة، يوقفها الاحتكاك الداخلي بين الحبيبات والتي تمنعها من الهبوط إلى زاوية أصغر دون إعادة العمل أو بذل جهد إضافي. وهو ما يعرف باسم زاوية الاستقرار، وخير مثال على ذلك سطح الكثبان الرملية.
وبالمثل، قد تقع هذه الرواسب على السطح المائل الموجود من قبل: وهذه الرواسب عادة ما تتوضع بطريقة تتوافق مع السطح الموجود من قبل. كما أن الطبقات الرسوبية قد تنضغط بامتداد المضرب، مما يعني أن الزوايا الطفيفة قد وجدت أثناء توضعها.
وهكذا، فإن مبدأ الأفقية الأصلية ينطبق بشكل واسع، وليس عامًّا، في دراسة علم الرواسب، وعلم وصف طبقات الأرض والجيولوجيا البنيوية.